# Grande Ravine des Lataniers
Ne doit pas être confondu avec Grande Ravine.
La Grande Ravine des Lataniers est un cours d'eau de l'île de La Réunion, département et région d'outre-mer français dans l'océan Indien. Elle prend sa source dans les Hauts de la commune de La Possession, suit un cours de 10,2 km orienté ouest-nord-ouest puis se jette dans la baie de la Possession.